# Дагаєва Олена Семенівна
Олена Семенівна Дагаєва (нар. 1936) — бригадир-оператор виробництва пластмас Кам'янського хімкомбінату «Росія» (м. Кам'янськ-Шахтинський), Герой Соціалістичної Праці.

## Біографія
Народилася 27 лютого 1936 року на хуторі Верхній Хомутець нині Веселівського району Ростовської області.
Мати — Озерова Ірина Макарівна, працювала завідувачкою дитячих ясел. Батько — Довголєв Семен Арсентійович, був робочим колгоспу; загинув під Ростовом в 1943 році. Незабаром померла мама. Дівчинку хотіли відправити в дитячий будинок як сироту, але родичі (бабуся Поліна Прокопівна і тітка Самохвалова Поліна Іванівна) взяли її до себе на виховання.
Після закінчення 7 класів у 1953 році приїхала в Кам'янськ-Шахтинський і отримала спеціальність оператора виробництва пластмас на хімкомбінаті «Росія». За роки роботи в цеху пластмас освоїла кілька суміжних процесів і навчила майстерності кілька десятків людей. Брала активну участь в освоєнні нових видів продукції, вдосконалення технологічних процесів. Керувала школою передового досвіду.
Представляла комбінат на з'їзді працівників оборонної промисловості. Була делегатом XV з'їзду ВЦРПС. Депутат кількох скликань Кам'янської міської ради народних депутатів. Голова міської жіночої ради у 1970-1980-х роках.

## Нагороди
- У 1971 році Указом Президії Верховної Ради СРСР за видатні успіхи у виконанні п'ятирічного плану бригадиру-оператору виробництва пластмас Кам'янського хімкомбінату «Росія» Олені Семенівні Дагаєвій присвоєно звання Героя Соціалістичної Праці з врученням ордена Леніна і золотої медалі «Серп і Молот».
- Нагороджена також медаллю «За доблесну працю. До 100-річчя з дня народження Володимира Ілліча Леніна» (1970).